# 윤계 선생 순절비
윤계선생순절비(尹棨先生殉節碑)는 대한민국 경기도 화성시 남양동에 있는, 병자호란 때 순절한 남양부사 윤계(1585∼1636)의 추모비이다. 1979년 9월 3일 경기도의 유형문화재 제85호로 지정되었다.

## 개요
병자호란 때 순절한 남양부사 윤계(1585∼1636)의 추모비이다.
윤계는 조선 인조 5년(1627)에 문과에 급제한 후 전적, 교리의 벼슬을 거쳐 남양부사를 지냈다. 병자호란 때 군비를 갖추기도 전에 청나라 군대가 기습하여 패하였으나 이에 굴하지 않고 장렬히 싸우다 나라를 위해 목숨을 바쳤다. 항상 오랑캐와 화의하는 것이 옳지 않다고 주장하였으며, 그의 친동생 윤집은 청과의 화의를 강경하게 반대한 3학사의 한 사람이기도 하다.
비는 연꽃무늬를 새긴 받침돌 위에 비문을 세운 간결한 모습이다. 현종 9년(1668)에 세운 비로, 당시 우의정이었던 우암 송시열이 글을 짓고, 송준길이 글씨를 썼으며, 비의 명칭은 민유중이 썼다.

## 참고 문헌
- 윤계선생순절비 - 국가유산청 국가유산포털